# The Code (serie de TV australiana de 2014)
The Code es un drama australiano estrenado el 21 de septiembre del 2014 por medio de la cadena ABC1. 
La serie fue creada y producida por Shelley Birse, y contó con la participación invitada de los actores: Erik Thomson, David Roberts, Lani John Tupu, Takaya Honda, entre otros.
El 30 de junio de 2015 se anunció que la serie había sido renovada para una segunda temporada, la cual comenzó sus filmaciones en agosto del mismo año y fue estrenada el 1 de septiembre de 2016.

## Historia
Cuando un vehículo robado choca contra un camión de transporte en medio del desierto, dos adolescentes aborígenes en el coche están heridos de gravedad, pero nadie llama para pedir ayuda, porque alguien involucrado en el accidente trabaja para un proyecto de investigación secreto. 
El accidente se hubiera quedado como un misterio si no fueran por el joven periodista Ned Banks y su hermano Jesse Banks, quienes deciden investigar lo sucedido y exponer la verdad.
La serie entrelaza varios argumentos:
- El primero sigue a los hermanos Ned y Jesse Banks, quienes publican un video sobre un misterioso accidente ocurrido en el interior de Australia, a ellos se les une la hacktivista Hani Parande.

- El segundo se centra en la maestra Alex Wisham y el oficial de policía Tim Simons, quienes se ven involucrados en los asuntos personales del adolescente sospechoso de causar el accidente, llamado Clarence Boyd.

- El tercero abarca la oficina de periodismo Password, la cual es dirigida por Perry Benson, y en donde Ned Banks trabaja.

- Finalmente, la cuarta línea argumental narra las intrigas del viceprimer ministro Ian Bradley y de los empleados políticos Randall Keats y Sophie Walsh, mientras que el efecto del accidente se desarrolla.

## Personajes

### Personajes principales
| Actor            | Personaje          | Trabajo                                    | N.º de episodios | Duración        |
| ---------------- | ------------------ | ------------------------------------------ | ---------------- | --------------- |
| Dan Spielman     | Ned Banks          | Periodista de la Revista "Password"        | 12               | 2014 - presente |
| Ashley Zukerman  | Jesse Banks        | Hacker                                     | 12               | 2014 - presente |
| Adele Perovic    | Hani Parande       | Estudiante y Hacktivista                   | 12               | 2014 - presente |
| Sigrid Thornton  | Lara Dixon         | Detective Privada de Seguridad Cibernética | 6                | 2016 - presente |
| Anthony LaPaglia | Jan Roth           | Hacker / Fundador de "UndaCounta"          | 6                | 2016 - presente |
| Ella Scott Lynch | Meg Flynn          | Fotógrafa y activista                      | 6                | 2016 - presente |
| Ben Oxenbould    | Det. Nolan Daniels | Detective del AFP                          | 6                | 2016 - presente |
| Robyn Malcolm    | Marina Baxter      | Ministro de Relaciones Exteriores          | 6                | 2016 - presente |
| Geoff Morrell    | David Banks        | Padre de Ned y Jesse                       | 6                | 2016 - presente |

### Personajes recurrentes
| Actor                   | Personaje         | Trabajo           | N.º de episodios | Duración        |
| ----------------------- | ----------------- | ----------------- | ---------------- | --------------- |
| Victoria Haralabidou    | Alila Parande     | -                 | 10               | 2014 - presente |
| Michael Denkha          | Nasim Parande     | -                 | 10               | 2014 - presente |
| Nathan Lovejoy          | Will Sharp        | -                 | 6                | 2016 - presente |
| Benjamin Hoetjes        | Anton             | -                 | 6                | 2016 - presente |
| Gig Clarke              | Buzby Henley      | -                 | 6                | 2016 - presente |
| Greg Kapernick          | Remsey Gangi      | -                 | 6                | 2016 - presente |
| Annabelle Malaika Süess | Tahila Gangi-Roth | -                 | 6                | 2016 - presente |
| Stephanie King          | Erin Jennings     | exnovia de Ned    | 6                | 2016 - presente |
| William Ani             | Marcus Komblan    | -                 | 5                | 2016 - presente |
| Sri Sacdpraseuth        | Budi              | -                 | 4                | 2016 - presente |
| Brenna Harding          | Alyse Baxter      | -                 | 4                | 2016 - presente |
| Liz Harper              | Courtney McCray   | Madre de Callum   | 3                | 2016 - presente |
| Sandy Winton            | Michael McCray    | Padre de Callum   | 3                | 2016 - presente |
| Otis Pavlovic           | Callum McCray     | Joven Secuestrado | 3                | 2016 - presente |

### Antiguos personajes principales
| Actor            | Personaje     | Trabajo                                                              | N.º de Episodios | Duración |
| ---------------- | ------------- | -------------------------------------------------------------------- | ---------------- | -------- |
| Andrew McFarlane | Neil          | -                                                                    | 6                | 2016     |
| Lucy Lawless     | Alex Wisham   | Maestra en Lindara                                                   | 6                | 2014     |
| Aden Young       | Randall Keats | Jefe de Estado Mayor, Departamento del primer ministro y el Gabinete | 6                | 2014     |
| David Wenham     | Ian Bradley   | Vice primer ministro y ministro de Asuntos Exteriores y Comercio     | 6                | 2014     |
| Adam Garcia      | Perry Benson  | Redactor en Jefe de la Revista "Password"                            | 6                | 2014     |

### Antiguos personajes recurrentes
| Actor                    | Personaje                 | Trabajo                                                                          | Episodios | Duración | Estado |
| ------------------------ | ------------------------- | -------------------------------------------------------------------------------- | --------- | -------- | ------ |
| Chelsie Preston Crayford | Sophie Walsh              | Directora de Comunicaciones del primer ministro                                  | 6         | 2014     | -      |
| Aaron Pedersen           | Tim Simon                 | Oficial de Policía en Lindara                                                    | 6         | 2014     | -      |
| Aaron L. McGrath         | Clarence Boyd             | -                                                                                | 6         | 2014     | -      |
| Dan Wyllie               | Lyndon Joyce              | Investigador de la Policía Federal Australiana                                   | 6         | 2014     | -      |
| Paul Tassone             | Andy King                 | Jefe de Seguridad de "Physanto"                                                  | 6         | 2014     | -      |
| Emele Ugavule            | Kiki Gangi-Roth           | Esposa de Jan                                                                    | 6         | 2016     | Muerta |
| Steve Rodgers            | Malcolm Coover            | Jefe de la Unidad de la Policía Federal Australiana Contra el Crimen Cibernético | 5         | 2014     | -      |
| Lindsay Farris           | Dean Carson               | Interrogador de la Unidad Contra el Crimen Cibernético                           | 5         | 2014     | -      |
| Ursula Yovich            | Kitty Boyd                | -                                                                                | 5         | 2014     | -      |
| Mitzi Ruhlmann           | Missy Wisham              | -                                                                                | 5         | 2014     | -      |
| Tim McCunn               | Carl Smith                | -                                                                                | 5         | 2014     | -      |
| Michael Denkha           | Nasim Parande             | Ingeniero de Biotecnología                                                       | 4         | 2014     | -      |
| Lisa Flanagan            | Eadie Smith               | -                                                                                | 4         | 2014     | -      |
| Steen Raskopoulos        | Eda                       | Editor de "Password"                                                             | 4         | 2014     | -      |
| Zindzi Okenyo            | Millie Hussey             | Periodista de "Password"                                                         | 4         | 2014     | -      |
| Sophie Gregg             | Trina Daniels             | Técnica de Datos Encriptados "Physanto"                                          | 4         | 2014     | -      |
| Guy Edmonds              | Gary Hunter, "Youngblood" | Operador del Foro de Pedófilos en "UndaCounta"                                   | 3         | 2016     | Muerto |
| Erik Thomson             | Niko Gaelle               | Vendedor del Mercado Negro de Armas y Bienes Robados                             | 3         | 2014     | -      |
| David Roberts            | Peter Lawson              | Periodista Político del "National News Australia"                                | 3         | 2014     | -      |
| Madeleine Madden         | Sheyna Smith              | -                                                                                | 2         | 2014     | -      |
| May Lloyd                | Isabelle Banks            | -                                                                                | 2         | 2014     | -      |

## Episodios
La primera temporada de la serie estuvo conformada por 6 episodios.
La serie, de seis partes, se ubicó en zonas del interior y metropolitanas de Australia y entrelaza varios argumentos.

## Premios y nominaciones
| Año  | Categoría                                      | Premio      | Nominados (as)                                                   | Resultado |
| ---- | ---------------------------------------------- | ----------- | ---------------------------------------------------------------- | --------- |
| 2016 | Best Lead Actor In A Television Drama          | AACTA Award | Ashley Zukerman                                                  | Nominado  |
| 2016 | Best Television Drama Series                   | AACTA Award | The Code                                                         | Nominado  |
| 2016 | Best Direction In A Television Drama Or Comedy | AACTA Award | Shawn Seet                                                       | Nominado  |
| 2016 | Best Television Miniseries - Original          | AWGIE Award | Shelley Birse                                                    | pendiente |
| 2015 | Most Outstanding Actor                         | Logie Award | Ashley Zukerman                                                  | Nominado  |
| 2015 | Most Outstanding Drama Series                  | Logie Award | The Code                                                         | Nominado  |
| 2015 | Best Lead Actor in a Television Drama          | AACTA Award | Ashley Zukerman                                                  | Ganó      |
| 2015 | Best Lead Actor in a Television Drama          | AACTA Award | Dan Spielman                                                     | Nominado  |
| 2015 | Best Guest or Supporting Actress in a Drama    | AACTA Award | Chelsie Preston Crayford                                         | Ganó      |
| 2015 | Best Production Design in Television           | AACTA Award | Michelle McGahey                                                 | Nominada  |
| 2015 | Best Television Drama Series                   | AACTA Award | Shelley Birse, David Maher y David Taylor                        | Nominados |
| 2015 | Best Drama Series                              | AACTA Award | The Code                                                         | Ganó      |
| 2015 | Best Direction in a Television Drama or Comedy | AACTA Award | Shawn Seet                                                       | Nominado  |
| 2015 | Best Screenplay in Television                  | AACTA Award | Shelley Birse                                                    | Nominada  |
| 2015 | Best Editing in Television                     | AACTA Award | Deborah Peart                                                    | Ganó      |
| 2015 | Best Original Music Score in Television        | AACTA Award | Roger Mason                                                      | Ganó      |
| 2015 | Best Sound in Television                       | AACTA Award | Gerry Duffy, Danielle Wiessner, Robert Sullivan y Grant Shepherd | Nominados |
| 2014 | Television - Mini-Series - Original            | AWGIE Award | Blake Ayshford, Shelley Birse y Justin Monjo                     | Ganaron   |

## Producción
En la producción contó con la participación de Shelley Birse, David Maher y David Taylor, y de los productores ejecutivos Carole Sklan, David Ogilvy y Greer Simpkin.

### Emisión en otros países[10]
| País           | Cadenas              | Fecha de Inicio       | Fecha de Finalización |
| -------------- | -------------------- | --------------------- | --------------------- |
| Alemania       | Arte                 | -                     | -                     |
| Canadá         | ARTV                 | -                     | -                     |
| Dinamarca      | DR                   | -                     | -                     |
| España         | Netflix.com          | -                     | -                     |
| Estados Unidos | Audience Network     | -                     | -                     |
| Francia        | Arte                 | -                     | -                     |
| Islandia       | RUV                  | -                     | -                     |
| Latinoamérica  | SundanceTV / Netflix | -                     | -                     |
| Reino Unido    | BBC Four             | 11 de octubre de 2014 | 25 de octubre de 2014 |